# Eparchia nachodzka
Eparchia nachodzka – jedna z eparchii Rosyjskiego Kościoła Prawosławnego, z siedzibą w Nachodce. Erygowana decyzją Świętego Synodu Rosyjskiego Kościoła Prawosławnego z 27 lipca 2011, poprzez wydzielenie z eparchii władywostockiej. Jej pierwszym ordynariuszem został biskup Mikołaj (Dutka).
Od października 2011 należy do metropolii nadmorskiej.
W 2014 w skład eparchii wchodziło 25 parafii, zgrupowanych w czterech dekanatach: centralnym, północnym, wschodnim i zachodnim.